# NGC 4695
NGC 4695 је спирална галаксија у сазвежђу Велики медвед која се налази на NGC листи објеката дубоког неба.
Деклинација објекта је + 54° 22' 28" а ректасцензија 12h 47m 32,0s. Привидна величина (магнитуда) објекта NGC 4695 износи 13,5 а фотографска магнитуда 14,3. NGC 4695 је још познат и под ознакама IC 3791, UGC 7966, MCG 9-21-48, CGCG 270-23, PGC 43173.